# Perdigão (Minas Gerais)
Pour les articles homonymes, voir Perdigão (homonymie).
Perdigão est une ville brésilienne de l'État du Minas Gerais. Sa population était estimée à 8 912 habitants en 2010. La municipalité s'étend sur 250 km2.

## Maires
| Période | Période | Identité                            | Étiquette | Qualité |
| ------- | ------- | ----------------------------------- | --------- | ------- |
| 2009    | 2012    | Constantinos Dimitrios Bilalis Neto | PTC       |         |